# Amon (Vorname)
Amon ist ein männlicher Vorname.

## Herkunft und Bedeutung
Für den Namen Amon kommen verschiedene Herleitungen in Frage.
Als hebräischer Personenname findet אָמוֹן ʾāmōn sich bereits in der Bibel. Er leitet sich von der Wurzel אמן ʾmn „feststehen“, „beständig sein“, „treu sein“ ab. Jedoch finden sich wiederholt falsche Übersetzungen, denen Verwechslungen zugrunde liegen. So wird aufgrund einer Verwechslung von אָמוֹן₂ ʾāmōn  mit אָמוֹן₁ ʾāmōn und einer Überschneidung von אָמוֹן₁ ʾāmōn in der Tradition mit dem summerisch-akkadischen Lehnwort אָמָּן ʾāmmān bzw. אֻמָּן ʾummān „Werkmeister“, „Handwerker“, „Künstler“ wird auch dies als Bedeutung angegeben. Deutet man Amon als Variante des hebräischen Namens עַמּוֹן ʿammōn, lässt sich auch die angegebene Übersetzung „Sohn meines Volkes“, vgl. בֶּן־עַמִּי bæn-ʿammî „Sohn meines Verwandten“ in 1 Mos 19,38 , erklären, obwohl auch hier eine Verwechslung von עַם₁ ʿam und עַם₂ ʿam vorliegt.
Daneben handelt es sich bei Amon auch um einen ägyptischen Götter- und Personennamen, der im Deutschen meist mit Amun wiedergegeben wird. Hergeleitet wird der Name entweder (via altgriechisch Ἄμμων Ámmōn) vom ägyptischen jmn (rekonstruiert: Yamanu) „der Verborgene“ oder vom ägyptischen amun „der Erhabene“.

## Verbreitung
Als Vorname ist Amon international kaum verbreitet.
In Österreich wird der Name immer wieder vergeben, ist jedoch sehr selten. Seit 1984 wurde er jedes Jahr mindestens einmal vergeben. Die bislang höchste Platzierung erreichte er im Jahr 1985, wo er Rang 278 der Hitliste belegte (3 Namensträger). Mit 7 Nennungen erlangte der Name die meisten Namensvergaben im Jahr 2014. Dort reichte es jedoch nur zu Rang 492 der Vornamenscharts.
In Deutschland wird der Name nur sehr selten vergeben. Zwischen 2010 und 2021 wurden nur etwa 800 Jungen Amon genannt.

## Varianten

### Hebräischer Name
- Griechisch: Ἀμών Amón
- Hebräisch: אָמוֹן ʾāmōn, אָמן ʾāmōn

### Ägyptischer Name
- Ägyptisch: Yamanu
- Deutsch: Amun, Ammon
- Griechisch: Ἄμμων Ámmōn
- Hebräisch: אָמוֹן ʾāmōn

## Namensträger
- Amon G. Carter (1879–1955), US-amerikanischer Zeitungsverleger
- Amon Göth (1908–1946), österreichischer SS-Offizier
- Amon Kotey (1949–2010), ghanaischer Boxer
- Amon Nikoi (1930–2002), Politiker, Diplomat, Ökonom und Bankier
- Amon Simutowe (1982), sambischer Schachspieler
- Amon Tobin (* 1972), brasilianischer Musiker und DJ
- Amon von Toul (* vor 375, † um 423 oder später), Bischof vom Bistum Toul

Doppelname und Zweitname
- Amon-Ra Brown (* 1999), deutsch-amerikanischer American-Football-Spieler
- Osiris Adrian Amon-Ra J. St. Brown (* 1998), deutsch-amerikanischer American-Football-Spieler
- Rudolf Amon Prack (1905–1981), österreichischer Schauspieler

Biblische Namensträger
- Amon, König von Juda
- Amon, Präfekt von Samaria
- Amon, Ahnvater der Tempeldiener, der Knechte Salomos